# Zakariya al-Qazwini

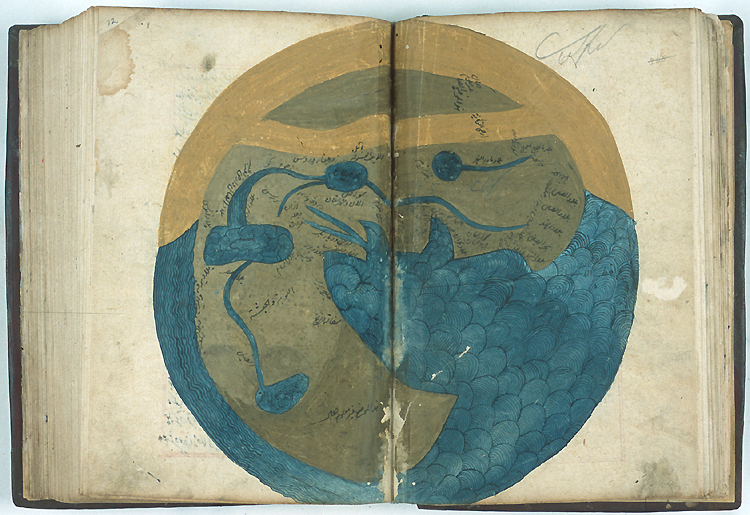
Mapa procedente de su "Cosmografia", en un manuscrito del siglo XVI

Abu-Yahya Zakariyyà ibn Muhàmmad ibn Mahmud al-Qazwiní o al-Qazwiní (Qazvín (Persia), 1203 - 1283) fue un cosmografo y geógrafo Persa.